# Saint-Didier-sur-Doulon
Saint-Didier-sur-Doulon is een gemeente in het Franse departement Haute-Loire (regio Auvergne-Rhône-Alpes) en telt 228 inwoners (2004). De plaats maakt deel uit van het arrondissement Brioude.

## Geografie
De oppervlakte van Saint-Didier-sur-Doulon bedraagt 34,3 km², de bevolkingsdichtheid is 6,6 inwoners per km².
De onderstaande kaart toont de ligging van Saint-Didier-sur-Doulon met de belangrijkste infrastructuur en aangrenzende gemeenten.

## Demografie
Onderstaande figuur toont het verloop van het inwonertal (bron: INSEE-tellingen).